# Алматинский Легион
«Алматинский Легион» — казахстанский баскетбольный клуб из города Алматы. Выступает в Национальной лиге Казахстана.

## История
Баскетбольный клуб «Алматы» был создан согласно постановлению акимата города Алматы за № 8/1568 от 30 декабря 2006 года. С 10 июля 2014 года преобразован в ТОО «Баскетбольный клуб „Алматы“».
1 июля 2016 года клуб был приватизирован. В настоящее время является частной структурой, единственным учредителем которой выступает Управление финансов города Алматы. Основным назначением предприятия, согласно Уставу, является осуществление производственно-хозяйственной деятельности в области спорта[значимость факта?].
В первый же сезон в чемпионате Казахстана в 2007—2008 годах, команда достигла финала чемпионата, проиграв в финале «Тиграм Астаны».
После того, как «Тигры Астаны» отказались от участия в Кубке чемпионов, клуб «Алматы» заменил их на турнире. В первом своём международном турнире команда дошла до четвертьфинала, проиграв иранской «Саба Баттери».
В 2014 году команда сделала ребрендинг, изменив название и логотип, хотя юридическое название клуба осталось прежним. В том же году баскетбольный клуб «ЦСКА» был объединён с клубом «Алматы» и стал резервной командой под названием «Алматинский легион-КазНУ».
В сезоне 2014—2015 годов «Алматинский Легион» был принят в Суперлигу России, вторую по значимости лигу в структуре российского мужского баскетбола. Команда окончила регулярный сезон на последнем 16-м месте, но в плей-офф обыграла московский «МБА» в матче за 15-е место.
В феврале 2015 года команда выиграла свой первый трофей, обыграв в финале Кубка Казахстана костанайский «Тобол». Команда также достигла финала чемпионата, но проиграла со счётом 82:56 «Астане».

## Достижения
Чемпионат Казахстана
- Финалист (2): 2007/2008, 2014/2015
- Бронза (1): 2008/2009

Высшая лига Казахстана
- Чемпион (1): 2017/2018
- Финалист (1): 2016/2017

Кубок Казахстана
- Обладатель (2): 2015, 2016

### Текущий состав
| \| Поз. \| № \| Гражд. \| Имя \| Дата рождения (возраст) \| Рост \| Вес \| Звание \| \| ---- \| -- \| ------ \| ------------------ \| -------------------------- \| ------ \| ------ \| ------ \| \| Ф \| 3 \| \| Вадим Фабрикантов \| 30 марта 1999 (26 лет) \| 188 см \| 74 кг \| \| \| З \| 8 \| \| Вадим Коржов \| 6 июля 1997 (28 лет) \| 178 см \| 90 кг \| \| \| Ф \| 9 \| \| Андрей Литвиненко \| 28 января 1997 (28 лет) \| 191 см \| 85 кг \| \| \| Ц \| 13 \| \| Всеволод Фадейкин \| 31 октября 1985 (39 лет) \| 206 см \| 109 кг \| \| \| З \| 14 \| \| Вячеслав Остроушко \| 14 ноября 2001 (23 года) \| 200 см \| 76 кг \| \| \| З \| 21 \| \| Максим Раковских \| 10 сентября 2000 (24 года) \| 180 см \| 75 кг \| \| \| Ц \| 31 \| \| Никита Тимофеев \| 14 мая 1998 (27 лет) \| 199 см \| 95 кг \| \| \| Ц \| 41 \| \| Даниель Альбрант \| 21 февраля 1998 (27 лет) \| 205 см \| 91 кг \| \| \| Ф \| 47 \| \| Руслан Айткали \| 19 декабря 1997 (27 лет) \| 195 см \| 96 кг \| \| \| З \| 77 \| \| Диас Катарбай \| 7 апреля 2001 (24 года) \| 180 см \| 62 кг \| \| \| З \| 88 \| \| Ануар Шакиров \| 12 января 2000 (25 лет) \| 180 см \| 68 кг \| \| \| З \| \| \| Василий Белозор \| 10 июля 2001 (24 года) \| 185 см \| 65 кг \| \| \| З \| \| \| Виктор Верзун \| 19 января 2001 (24 года) \| 194 см \| 81 кг \| \| \| Ф \| \| \| Дулат Ешмухамбетов \| 18 марта 2001 (24 года) \| 190 см \| 74 кг \| \| | Главный тренер - Олег Киселёв Ассистенты тренера - Евгений Петрович Легенда - (К) — Капитан команды Последнее изменение: 25 декабря 2016 года |                 |                    |                            |        |        |        |
| Поз. | № | Гражд.          | Имя                | Дата рождения (возраст)    | Рост   | Вес    | Звание |
| Ф | 3 | Флаг Казахстана | Вадим Фабрикантов  | 30 марта 1999 (26 лет)     | 188 см | 74 кг  |        |
| З | 8 | Флаг Казахстана | Вадим Коржов       | 6 июля 1997 (28 лет)       | 178 см | 90 кг  |        |
| Ф | 9 | Флаг Казахстана | Андрей Литвиненко  | 28 января 1997 (28 лет)    | 191 см | 85 кг  |        |
| Ц | 13 | Флаг Казахстана | Всеволод Фадейкин  | 31 октября 1985 (39 лет)   | 206 см | 109 кг |        |
| З | 14 | Флаг Казахстана | Вячеслав Остроушко | 14 ноября 2001 (23 года)   | 200 см | 76 кг  |        |
| З | 21 | Флаг Казахстана | Максим Раковских   | 10 сентября 2000 (24 года) | 180 см | 75 кг  |        |
| Ц | 31 | Флаг Казахстана | Никита Тимофеев    | 14 мая 1998 (27 лет)       | 199 см | 95 кг  |        |
| Ц | 41 | Флаг Казахстана | Даниель Альбрант   | 21 февраля 1998 (27 лет)   | 205 см | 91 кг  |        |
| Ф | 47 | Флаг Казахстана | Руслан Айткали     | 19 декабря 1997 (27 лет)   | 195 см | 96 кг  |        |
| З | 77 | Флаг Казахстана | Диас Катарбай      | 7 апреля 2001 (24 года)    | 180 см | 62 кг  |        |
| З | 88 | Флаг Казахстана | Ануар Шакиров      | 12 января 2000 (25 лет)    | 180 см | 68 кг  |        |
| З | | Флаг Казахстана | Василий Белозор    | 10 июля 2001 (24 года)     | 185 см | 65 кг  |        |
| З | | Флаг Казахстана | Виктор Верзун      | 19 января 2001 (24 года)   | 194 см | 81 кг  |        |
| Ф | | Флаг Казахстана | Дулат Ешмухамбетов | 18 марта 2001 (24 года)    | 190 см | 74 кг  |        |